# Ypthima howra
Ypthima howra är en fjärilsart som beskrevs av Moore 1884. Ypthima howra ingår i släktet Ypthima och familjen praktfjärilar. Inga underarter finns listade i Catalogue of Life.